# Dennis Srbeny
Dennis Srbeny (Berlino, 5 maggio 1994) è un calciatore tedesco, attaccante del Greuther Fürth.

## Caratteristiche tecniche
Nonostante la stazza considerevole è un attaccante dotato di grande tecnica e visione di gioco, molto utile nel gioco di sponda per i compagni e nel creare spazi per gli inserimenti si dimostra un buon uomo assist grazie a una buona abilità con i piedi ma si dimostra anche freddo sottoporta e con un buon felling col goal, viene utilizzato come centravanti ma da ottimi risultati anche come seconda punta e trequartista

## Carriera
Dopo aver militato nelle serie inferiori del calcio tedesco, il 25 gennaio 2018 è passato al Norwich City, militante in Football League Championship.
Il 24 agosto 2019 ha esordito in Premier League disputando l'incontro perso in casa per 3-2 contro il Chelsea. Segna sua prima rete nella massima serie inglese il 23 novembre seguente nel successo esterno per 2-0 contro l'Everton.
Dopo avere trovato spazio in Championship, in Premier gioca con minore frequenza, indi per cui l'8 gennaio 2020 fa ritorno al Paderborn.

## Palmarès

### Club

#### Competizioni nazionali
- Football League Championship: 1

Nowrich City: 2018-2019